# 888 Parysatis
888 Parysatis eller 1918 DC är en asteroid i huvudbältet, som upptäcktes 2 februari 1918 av den tyske astronomen Max Wolf i Heidelberg. Den är uppkallad efter Parysatis.
Asteroiden har en diameter på ungefär 44 kilometer.